# Северна Србија (1919—1922)
Северна Србија је у периоду од 1918. до 1922. године била геополитички назив за специфично административно подручје које је у оквирима новостворене Краљевине Срба, Хрвата и Словенаца обухватало све округе који су бившој Краљевини Србији припадали пре Балканских ратова (1912-1913), укупне површине од око 49.950 квадратних километара. Није имала посебну покрајинску администрацију, већ је у правном систему третирана као посебно административно подручје које се по својим друштвеним специфичностима разликовало од суседне Јужне Србије, са којом је заједно чинила покрајину Србију.

## Административна подела

### Окрузи
- Београдски
- Ваљевски
- Врањски
- Крагујевачки
- Крајински
- Крушевачки
- Моравски
- Нишки
- Пиротски
- Подрињски
- Пожаревачки
- Руднички
- Смедеревски
- Тимочки
- Топлички
- Ужички
- Чачански

## Галерија
- Окрузи (жупаније) Краљевине СХС након утврђивања спољних граница 1920. године